# 博特
博特，是西班牙加泰罗尼亚塔拉戈纳省的一个市镇。总面积35平方公里，总人口804人（2001年），人口密度23人/平方公里。